# Salcito
Salcito é uma comuna italiana da região do Molise, província de Campobasso, com cerca de 619 habitantes. Estende-se por uma área de 28 km², tendo uma densidade populacional de 22 hab/km². Faz fronteira com Bagnoli del Trigno (IS), Civitanova del Sannio (IS), Fossalto, Pietracupa, Poggio Sannita (IS), San Biase, Sant'Angelo Limosano, Schiavi di Abruzzo (CH), Trivento.

## Demografia
| Variação demográfica do município entre 1861 e 2011                               |
|                                                                                   |
| Fonte: Istituto Nazionale di Statistica (ISTAT) - Elaboração gráfica da Wikipedia |